# Mons Piton

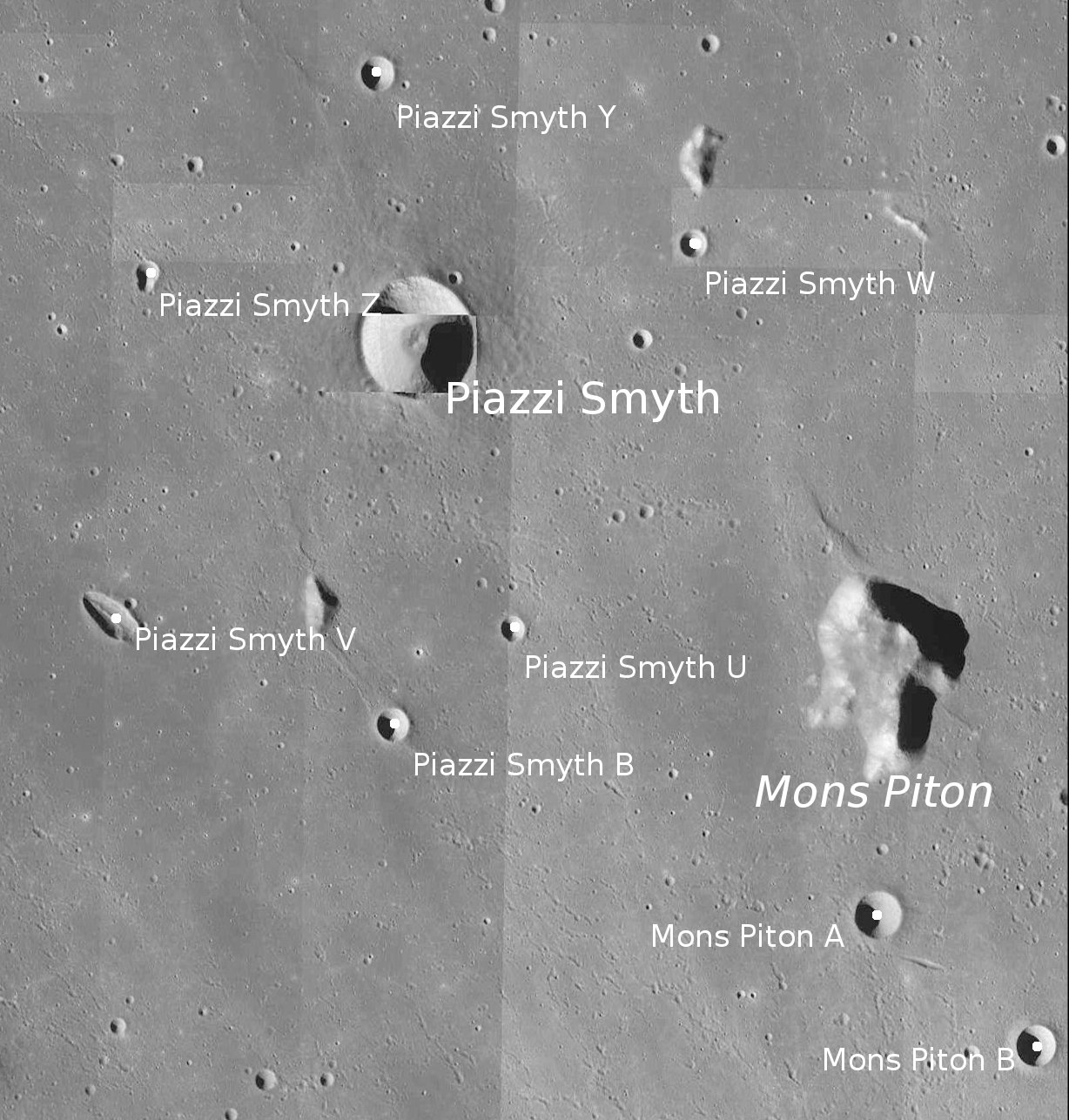
Mons Piton a kráter Piazzi Smyth.

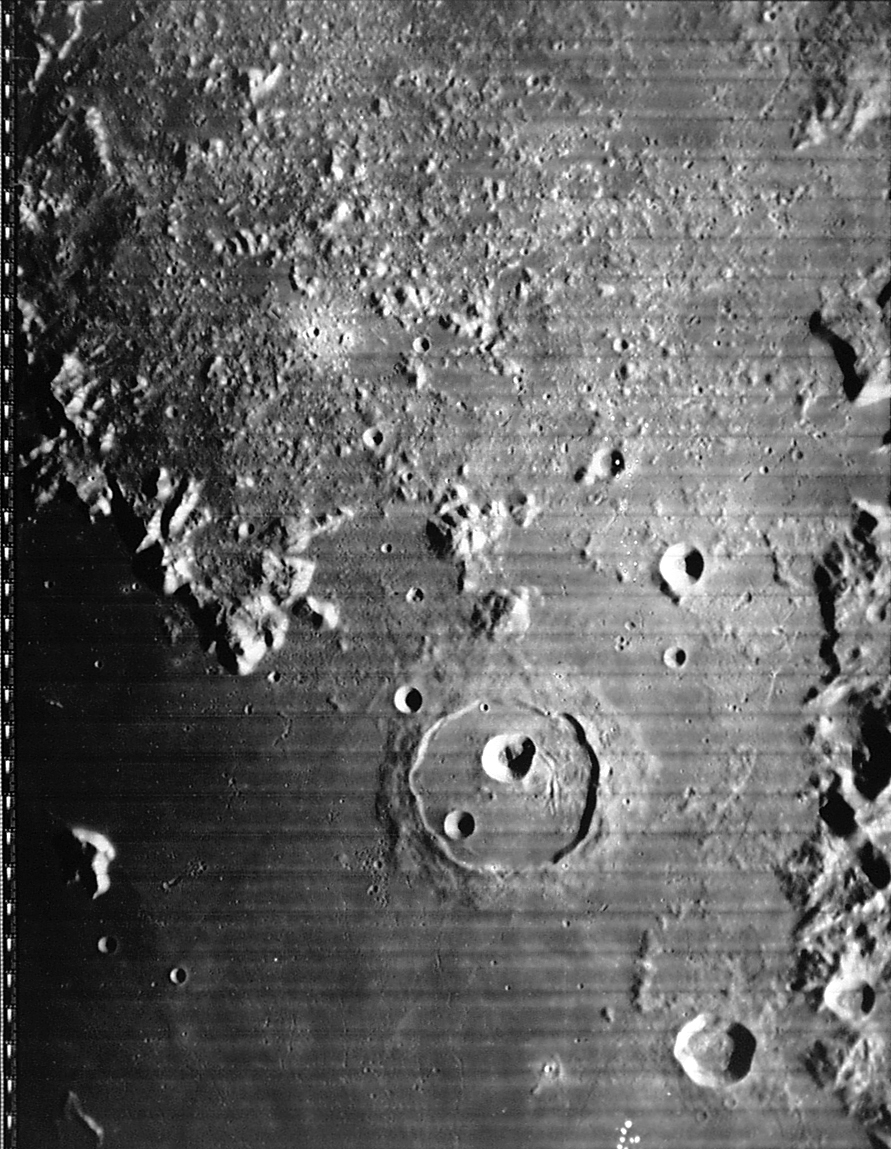
Poloha Mons Piton (vlevo dole nad dvojicí malých satelitních kráterů). Největší kráter v dolní části přibližně uprostřed je Cassini. Masiv Piton Gamma se nachází v samotném levém spodním rohu fotografie (která však není orientována přesně severojižním směrem).

Mons Piton je hora s průměrem základny 25 km ve východní části Mare Imbrium (Moře dešťů) na přivrácené straně Měsíce poblíž nultého poledníku. Střední selenografické souřadnice jsou 40,7° S a 0,9° Z, její výška je 2 300 m.
Východně leží kráter Cassini, severovýchodně jižní část pohoří Montes Alpes (Alpy). Severozápadně lze nalézt menší kráter Piazzi Smyth a jižně výrazný Aristillus. Jihojihozápadně leží protáhlý hákovitý masiv Piton Gamma.

## Název
Hora Mons Piton je pojmenována podle vrcholu na ostrově Tenerife na Kanárských ostrovech.

## Satelitní krátery
Poblíž Mons Piton leží malé krátery, které byly označeny podle zavedených zvyklostí jménem hlavního objektu a velkým písmenem abecedy.
| Piton | Sel. šířka | Sel. délka | Průměr |
| ----- | ---------- | ---------- | ------ |
| A     | 39,8° S    | 1,0° Z     | 5,4 km |
| B     | 39,4° S    | 0,2° Z     | 4,7 km |